# Torres del Río
Torres del Río – gmina w Hiszpanii, w Nawarze, o powierzchni 12,39 km². W 2011 roku gmina liczyła 144 mieszkańców.